# Henry Rider Haggard
Sir Henry Rider Haggard (22. června 1856, Bradenham, Norfolk – 14. května 1925, Londýn) byl anglický spisovatel dobrodružných románů. Je považován za zakladatele subžánru fantastické literatury, odehrávajícího se v tzv. ztracených říších.

## Život
Sir Henry Rider Haggard se jako osmé dítě anglického venkovského šlechtice. Protože si jeho otec přál, aby se stal diplomatem, odešel po vykonání vojenské služby roku 1875 do jižní Afriky jako osobní sekretář otcova přítele Henryho Bulwera-Lyttona (bratra spisovatele Edwarda Bulwera-Lyttona), který zde byl guvernérem v Natalu. Roku 1878 byl jmenován tajemníkem Nejvyšší soudu v Transvaalu, roku 1879 se při návštěvě Anglie oženil a roku 1881 se do Anglie definitně navrátil, aby se stal právníkem. Zkoušky úspěšně složil roku 1884, praxi však prakticky nevykonával, protože se začal zcela věnovat literatuře. V letech 1896 až 1898 byl předsedou Society of Authors, v letech 1901 až 1902 cestoval po Anglií za účelem zemědělských studií. a roku 1905 byl komisařem britské vlády při armádě spásy v USA. Roku 1912 byl za zásluhy povýšen do rytířského stavu.
Kromě knih o afrických dějinách a zemědělství je Haggard autorem více než třiceti dobrodružných knih, odehrávajících se převážně v Africe, ale i v Mexiku a v jiných exotických zemích, ale i na Islandu, a často v tzv. ztracených říších, tj. v územích úplně oddělených od civilizace, kde žijí tajemné dávno zapomenuté národy. Vynikají napínavým příběhem a dokonalým vylíčením přírodního prostředí i života domorodců. Nejslavnější z nich je román King Solomon's Mines (1885, Doly krále Šalamouna), první díl autorovy série o lovci slonů Allanovi Quatermainovi, který byl několikrát zfilmován, a román She (1887, Ona) o bílé africké královně jménem Ajša (rovněž mnohokrát zfilmováno).
Haggardovi se přičítá vliv na vznik fantasy literatury. Podle Ivo Fencla ovlivnil například C. S. Lewise nebo J. R. R. Tolkiena. Je považován za zakladatele fantasy subžánrů Ztracené říše a Meč a magie. Jeho hrdina Allan Quatermain se stal předlohou pro Indiana Jonese z filmové tetralogie Stevena Spielberga.

## Dílo

### Prózy

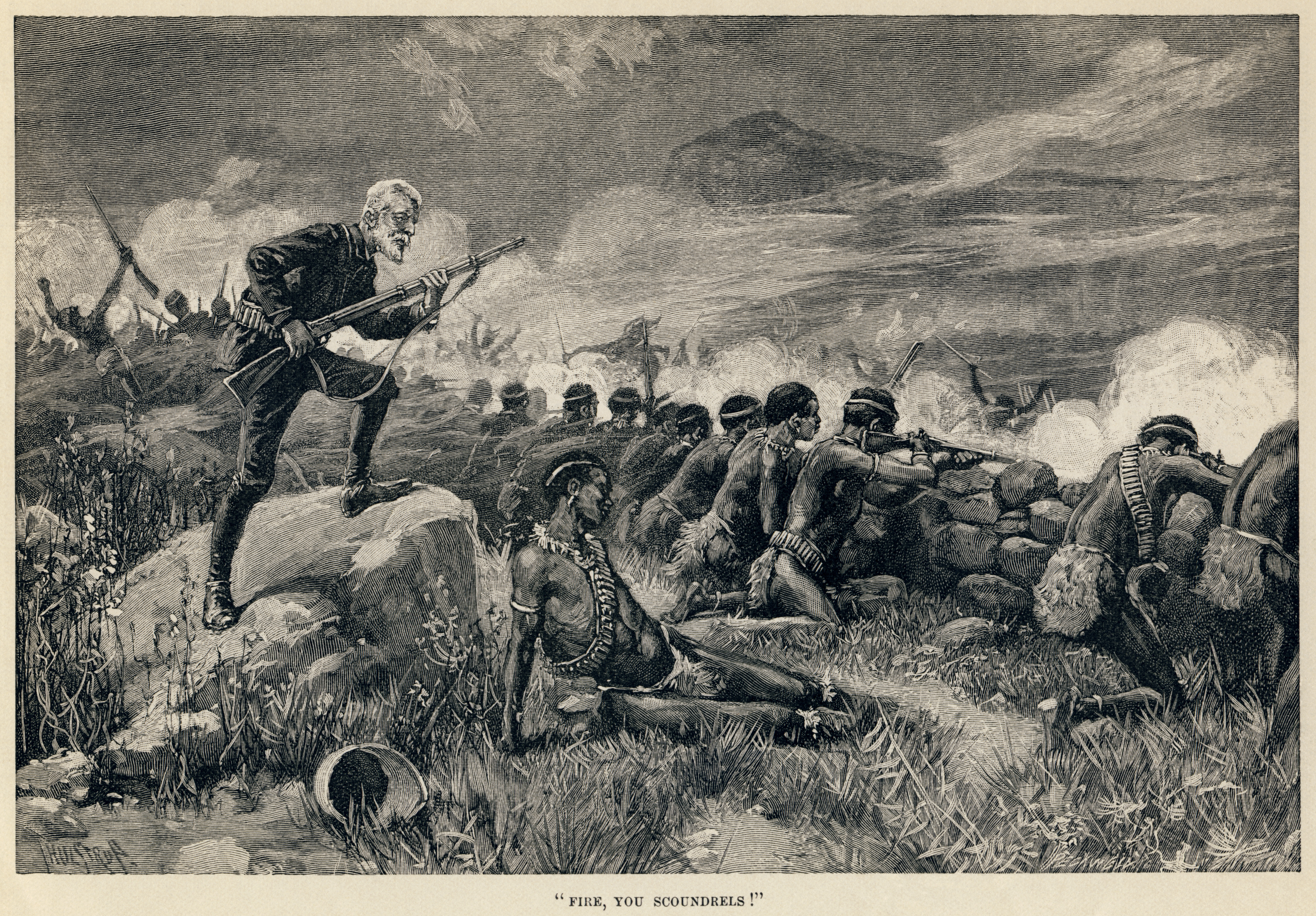
Allan Quatermain, ilustrace z knihy Maiwa's Revenge

- Dawn (1884, Úsvit), autorova románová prvotina,
- The Witch's Head (1884, Hlava čarodějky),
- King Solomon's Mines (1885, Doly krále Šalamouna), první díl autorovy série o lovci slonů Allanovi Quatermainovi. Třetí autorův román vznikl na základě sázky s jedním z jeho bratrů, který tvrdil, že Haggard nedokáže nikdy napsat nic, co by se dalo srovnat se Stevensonovým Ostrovem pokladů.[5] Haggard sázku vyhrál, když během šesti týdnů napsal knihu, která měla okamžitě obrovský úspěch. Dobrodružně fantastický příběh se odehrává ve ztracených končinách Afriky a líčí nebezpečnou výpravu za poklady, které mají být ukryty v prastarých dolech biblického krále Šalamouna.
- Hunter Quatermain's Story (1885), druhý svazek autorovy série o Allanovi Quatermainovi,
- Long Odds (1886), třetí svazek autorovy série o Allanovi Quatermainovi,
- She (1887, Ona),, první díl Haggardovy série o tajemné bílé africké královně jménem Ajša, která stojí v čele ztracené říše uvnitř afrického kontinentu a ovládá věčný oheň nesmrtelnosti.
- Jess (1887), česky též jako Nová Judita, román z búrské války,
- Allan Quatermain (1887), čtvrtý ale dějově poslední díl autorovy série o Allanovi Quatermainovi, ve kterém hlavní hrdina zemře.
- A Tale of Three Lions (1887), pátý svazek z autorovy série o Allanovi Quatermainovi,
- Mr. Meeson's Will (1888, Poslední vůle pana Meesona),
- Maiwa's Revenge (1888, Maiwina pomsta), šestý autorovy série o Allanovi Quatermainovi,
- Colonel Quaritch, V.C. (1888, Plukovník Quaritch), česky též jako Pan plukovník,
- Cleopatra (1889, Kleopatra), román z dob starého Egypta,
- Allan's Wife (1889, Allanova žena), sedmý svazek autorovy série o Allanovi Quatermainovi,
- Beatrice (1890),
- The World's Desire (1890, Touha světa) společně s Andrewem Langem, česky též jako Odysseus - Poslední boj,
- Eric Brighteyes (1891, Erik Jasnooký), román odehrávající se na Islandu ovlivněný tamějšími mýty, pro který je Haggard považován za zakladatele fantasy subžánru Meč a magie,
- Nada the Lily (1892), česky jako Černá lilie nebo jako Černý Napoleon,
- Montezuma's Daughter (1893, Dcera Montenzumova),
- The People of the Mist (1894, Děti mlhy),
- Joan Haste (1895),
- Heart of the World (1895, Srdce světa),
- The Wizard (1896, Čaroděj), česky též jako V moci netvora,
- Doctor Therne (1898),
- Swallow (1898, Vlaštovka),
- The Spring of Lion (1899),
- Elissa; the doom of Zimbabwe (1899),
- Black Heart and White Heart (1900, Černé srdce a bílé srdce), česky též jako Temné srdce,
- Lysbeth (1901),
- Pearl Maiden (1903, Dívčí perla), román z doby pádu Jeruzaléma,
- Stella Fregelius (1904, Stella Fregeliusová), společně s Andrewem Langem,
- The Brethren (1904),
- Ayesha: The Return of She (1905, Ajša: Návrat "Té, která čeká"), druhý díl Haggardovy série o tajemné bílé africké královně jménem Ajša, česky též jako Královna ohně,
- The Way of the Spirit (1906),
- Benita (1906, Benita),
- Fair Margaret (1907, Krásná Marketa),
- The Ghost Kings (1908),
- The Yellow God (1908, Žlutý bůh),
- The Lady of Blossholme (1909),
- Queen Sheba's Ring (1910, Prsten královny ze Sáby),
- Morning Star (1910, Jitřenka),
- Red Eve (1911, Rudá Eva),
- The Mahatma and the Hare (1911),
- Marie (1912), osmý svazek autorovy série o Allanovi Quatermainovi,
- Child of Storm (1913, Dcera bouře), devátý svazek z autorovy série o Allanovi Quatermainovi,
- The Wanderer's Necklace (1914, Poutníkův náhrdelník),
- A Call to Arms (1914),
- Allan and The Holy Flower (1915, Posvátná květina), desátý svazek autorovy série o Allanovi Quatermainovi,
- The Ivory Child (1916, Dítě ze slonoviny), jedenáctý svazek autorovy série o Allanovi Quatermainovi,
- Finished (1917), dvanáctý svazek autorovy série o Allanovi Quatermainovi,
- Love Eternal (1918),
- Moon of Israel (1918, Měsíc Izraele), česky jako Královna otroků,
- When the World Shook (1919),
- The Ancient Allan (1920), třináctý svazek autorovy série o Allanovi Quatermainovi,
- Smith and the Pharaohs (1920), sbírka povídek obsahující mimo jiné povídku Magepa the Buck z autorovy série o Allanovi Quatermainovi,
- She and Allan (1921), čtrnáctý svazek z autorovy série o Allanovi Quatermainovi a zároveň třetí díl ze série o bílé africké královně Ajše, ve které nechá Haggard vystupovat dva své nejslavnější románové hrdiny společně.
- The Virgin of the Sun (1922),
- Wisdom's Daughter (1923, Dcera moudrosti), poslední čtvrtý díl ze série o bílé africké královně Ajše,
- Heu-heu: or The Monster (1924, Heu-heu příšera), patnáctý svazek z autorovy série o Allanovi Quatermainovi,
- Queen of the Dawn (1925, Královna jitra), česky též jako Nefra – sjednotitelka Egypta,
- Treasure of the Lake (1926), šestnáctý svazek z autorovy série o Allanovi Quatermainovi vydaný posmrtně,
- Allan and the Ice Gods (1927, Bílá bohyně), sedmnáctý závěrečný svazek z autorovy série o Allanovi Quatermainovi vydaný posmrtně,
- Mary of Marion Isle (1929), vydáno posmrtně,
- Belshazzar (1930), vydáno posmrtně .

### Odborné a ostatní publikace
- Cetywayo and his White Neighbours; Remarks on Recent Events in Zululand, Natal, and the Transvaal (1882), kniha o politické situaci v jižní Africe,
- My Fellow Laborer and the Wreck of the Copeland (1888),
- Church and State (1895),
- A Farmer's Year (1899),
- The Last Boer War (1899), dějiny búrských válek tendenčně zaměřené proti Búrům,
- The New South Africa (1900),
- A Winter Pilgrimage (1901),
- Rural England (1902),
- The Poor and the Land (1905),
- A Gardener's Year (1905),
- Report of Salvation Army Colonies in U. S. A. (1905),
- Regeneration: An account of the social work of the Salvation Army (1910),
- Rural Denmark (1911),
- After the War Settlement and Employment of Ex-Service Men (1916),
- The Days of my Life: An autobiography of Sir H. Rider Haggard (1926), autobiografie.

## Filmové adaptace
- La Colonne de feu (1899), francouzský němý film podle románu She, režie Georges Méliès,
- La Flamme merveilleuse (1903), francouzský němý film podle románu She, režie Georges Méliès,
- She (1908), americký němý film, režie Edwin S. Porter,
- She (1911), americký němý film, režie George Nichols,
- Jess (1912), americký němý film, režie George Nichols,
- Mr. Meeson's Will (1915), americký němý film, režie Frederick Sullivan,
- She (1916), americký němý film, režie William G. B. Barker a Horace Lisle Lucoque,
- The Grasp of Greed (1916), americký němý film podle románu Mr. Meeson's Will , režie Joseph De Grasse,
- Dawn (1917), britský němý film, režie Horace Lisle Lucoque,
- She (1917), americký němý film, režie Kenean Buel,
- Heart and Soul (1917), americký němý film podle románu Jess, režie J. Gordon Edwards,
- Cleopatra (1917), americký němý film, režie J. Gordon Edwards,
- Allan Quatermain (1919), jihoafrický němý film, režie Horace Lisle Lucoque,
- Stella (1921), britský němý film podle románu Stella Fregelius, režie Edwin J. Collins,
- Beatrice (1921), americký němý film, režie Herbert Brenon,
- Swallow (1922), jihoafrický němý film, režie Horace Lisle Lucoque,
- Die Sklavenkönigin (1924), rakouský němý film podle románu Moon of Israel, režie Michael Curtiz,
- She (1925),, britský němý film, režie Leander De Cordova a George Berthold Samuelson,
- She (1935),, americký film, režie Lansing C. Holden a Irving Pichel, česky uvedeno pod názvem Země hrůzy,
- King Solomon's Mines (1937), britský film, režie Robert Stevenson,
- King Solomon's Mines (1950), americký film, režie Compton Bennett a Andrew Marton,
- Watusi (1959),, americký film podle románu King Solomon's Mines, režie Kurt Neumann,
- She (1965), britský film, režie Robert Day, v titulní roli Ursula Andressová,
- The Vengeance of She (1969), britský film podle románu Ayesha: The Return of She , režie Cliff Owen, v hlavní roli Olga Schoberová,
- King Solomon's Treasure (1965), kanadsko-britský film, režie Alvin Rakoff,
- She (1982), italsko-americký film, režie Avi Nesher, v titulní roli Sandahl Bergmanová,
- King Solomon's Mines (1985), americký film, režie J. Lee Thompson, v hlavní roli Richard Chamberlain,
- King Solomon's Mines (1986), australsko-britský animovaný televizní film,
- Allan Quatermain and the Lost City of Gold(1986), americký film podle knihy Allan Quatermain, režie J. Lee Thompson, v hlavní roli Richard Chamberlain,
- She (2001), kanadsko-britský film, režie Timothy Bond, česky uvedeno jako Tajemná královna,
- King Solomon's Mines (2004), americký televizní film, režie Steve Boyum, v hlavní roli Patrick Swayze,
- Allan Quatermain and the Temple of Skulls (2008), americký video film podle románu King Solomon's Mines, režie Mark Atkins.

## Hudební adaptace
- Stella, opera slovenského skladatele Ladislava Holoubka z roku 1939 podle románu Stella Fregelius

## Česká vydání
- Nová Judita, Politika, Praha 1889,
- Pan plukovník, tiskem a nákladem Národní tiskárny a nakladatelstva, Praha 1897, přeložil Jaroslav Stehlíček,
- Kleopatra, Josef R. Vilímek, Praha 1899, přeložil Josef Bartoš,
- Ona, Jan Otto, Praha 1907, přeložili V. P. Clannerova z Engelshofu a O. G. Paroubek,
- Za pokladem krále Šalamouna, Emil Šolc, Telč 1912, přeložil P. V.,
- Jess, Alois Neubert, Praha 1912, přeložila Anna Plešingerová, znovu Českomoravské podniky tiskařské a vydavatelské, Praha 1919.
- Královna ohně, Josef R. Vilímek, Praha 1913, přeložil Karel Weinfurter,
- Černý Napoleon, Josef R. Vilímek, Praha 1913, přeložil Karel Weinfurter, znovu Miloslav Nebeský, Praha 1925.
- Děti mlhy, Josef R. Vilímek, Praha 1914, přeložil Karel Weinfurter,
- Temné srdce, Saturn, Praha 1920, přeložil Karel Weinfurter,
- Prsten královny ze Sáby, Josef R. Vilímek, Praha 1920, přeložil V. Větrovec,
- Kleopatra, František Jiroušek, Praha 1920, přeložil Karel Weinfurter, znovu Vladimír Orel, Praha 1930.
- Jitřenka, Jan Kotík, Praha 1920, přeložila Blanka Linhartová,
- Rudá Eva, B. Stýblo, Praha 1921, přeložil Karel Weinfurter,
- Maiwina pomsta, B. Stýblo, Praha 1921, přeložil Karel Weinfurter,
- Dcera bouře, Jan Kotík, Praha 1921, přeložil Karel Weinfurter,
- Čaroděj, Československé podniky tiskařské a vydavatelské, Praha 1921, přeložil Jindřich Pechman, znovu jako V moci netvora, románová příloha časopisu Mořem a pevninou, Praha 1925.
- Benita, Československé podniky tiskařské a vydavatelské, Praha 1922, přeložil H. Mebertová,
- Dcera Montenzumova, Miloslav Nebeský, Praha 1923, přeložil Karel Vít-Veith,
- Allanova žena, Borský a Šulc, Praha 1923, přeložil Karel Tuček,
- Allan Quatermain, B. Stýblo, Praha 1923, přeložil Karel Weinfurter,
- Touha světa, Borský a Šulc, Praha 1924, přeložil Ad. Samuel,
- Ona, B. Procházka, Praha 1924, přeložil Josef Vorel,
- Doly krále Šalamouna, Melantrich, Praha 1924, přeložil Josef Kučera,
- Dívčí perla, Všetečka a spol., Praha 1924, přeložil Karel Tuček,
- Děti mlhy, Borský a Šulc, Praha 1924, přeložil Karel Tuček,
- Žlutý bůh, Borský a Šulc, Praha 1925, přeložil František Kaněra,
- Posvátná květina, Borský a Šulc, Praha 1925, přeložil František Kaněra,
- Heu-heu, příšera, Borský a Šulc, Praha 1925, přeložil Karel Khedl,
- Srdce světa, Miloslav Nebeský, Praha 1925, přeložil L. Vymětal,
- Plukovník Quarith, Zlaté pero, Praha 1925, přeložil Karel Tuček,
- Hlava čarodějky, Zlaté pero, Praha 1925, přeložil František Král,
- Prsten královny sábské, Oldřich Petr, Praha 1926, přeložil J. F. Khun,
- Královna otroků, B. Procházka, Praha 1926, přeložil Josef Vorel,
- Bílá bohyně, B. Procházka, Praha 1926, přeložil Josef Vorel,
- Královna jitra, Borský a Šulc, Praha 1926, přeložil Karel Khedl,
- Dítě ze slonoviny, Borský a Šulc, Praha 1926, přeložil Karel Khedl,
- Černé srdce a bílé srdce, Borský a Šulc, Praha 1926, přeložil Jan Dostál,
- Krásná Marketa, Borský a Šulc, Praha 1927, přeložil Jan Dostál,
- Vlaštovka, Borský a Šulc, Praha 1927, přeložil Karel Štěpánek,
- Stella Frefeliusová, Borský a Šulc, Praha 1927, přeložil Karel Štěpánek,
- Marie, Borský a Šulc, Praha 1927, přeložil Otakar Modr,
- Poutníkův náhrdelník, Alois Hynek, Praha 1927, přeložil Karel Weinfurter,
- Poslední vůle pana Meesona, Borský a Šulc, Praha 1931, přeložil Otakar Modr,
- Doly krále Šalamouna, Práce, Praha 1961, přeložil Tomáš Korbař, znovu 1987 a Alpress, Frýdek-Místek 2007.
- Heu-heu, příšera, Art-Servis, Praha 1990,
- Ona: "Ta, která čeká", Ivo Železný, Praha 1993,
- Doly krále Šalamouna, Kadlec a spol., Dašice 1994,
- Černá lilie, Kadlec a spol., Dašice 1994,
- Ayesha: Návrat "Té, která čeká", Ivo Železný, Praha 1994, přeložila Olga Syřišťová,
- Odysseus: poslední boj, Agave, Český Těšín, 1998,
- Nefra, sjednotitelka Egypta, Agave, Český Těšín, 1998,
- Merapi - královna otroků, Agave, Český Těšín, 1998,
- Doly krále Šalamouna, Grada, Praha 2011, komiks,
- Kleopatra, Omega, Praha 2014, přeložil Josef Bartoš.